# Hakojärvi (Rantasalmi, Södra Savolax, Finland)
Hakojärvi eller Suuri Hakojärvi är en sjö i Finland. Den ligger i kommunen Rantasalmi i landskapet Södra Savolax, i den södra delen av landet, 260 km nordost om huvudstaden Helsingfors. Hakojärvi ligger 101,8 meter över havet. Arean är 2,35 kvadratkilometer och strandlinjen är 9,17 kilometer lång. Sjön  ingår i Vuoksens huvudavrinningsområde.   Den ligger vid sjön Kolkonjärvi. Den sträcker sig 2,8 kilometer i nord-sydlig riktning, och 2,7 kilometer i öst-västlig riktning.